# قائمة بوابات المغرب

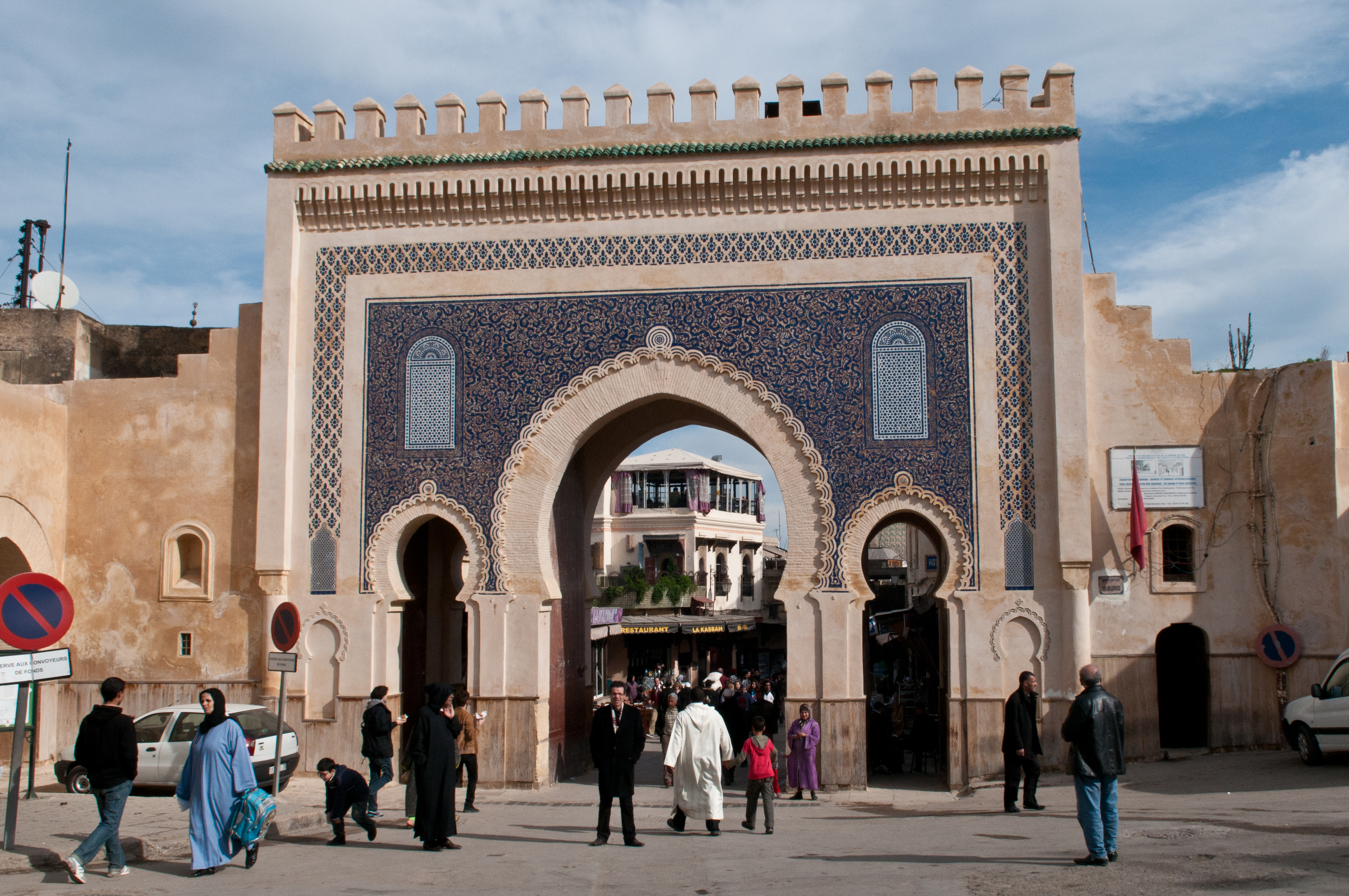
باب بوجلود

الباب أو البوابة مبنى يُقام ليسمح بالمرور عبر جدار أو سور. وله أنواع عديدة توفي بأغراض شتى، فقد تُستخدم البوابة لتحقيق تعريفة أو للتفتيش مثلا. إلا أن أشهر الأبواب هي تلك التي تعد من العناصر البارزة في العمارة، فتُزيّن وتُزخرف. وتستقبل القادمين إلى المدينة أو المبنى.

## قائمة بوابات المغرب
تحتوي هذه القائمة على أسماء البوابات في المغرب.
- باب الأمر
- باب الحديد (فاس)
- باب الحمراء
- باب الخوخة (فاس)
- باب الدكاكين
- باب السمارين
- باب السيكمة
- باب الشرفاء
- باب الشماعين
- باب الفتوح (فاس)
- باب الكيسة
- باب المحروق
- باب المكينة
- باب بوجلود
- باب سيدي بوجيدة
- باب أكناو
- باب الرب
- باب الفتوح (مراكش)
- باب المريسى
- بوابات فاس
- باب المنصور